# Невское (Луганская область)
Невское (укр. Невське) / Балка Журавка ((укр. Балка Журавка)) — село в Кременском районе Луганской области Украины, административный центр Невского сельского совета.
Население по переписи 2001 года составляло 728 человек. Почтовый индекс — 92917. Телефонный код — 6454. Занимает площадь 2,85 км². Код КОАТУУ — 4421683201.

## История
В марте 2022 года было захвачено армией РФ в ходе вторжения России на Украину, в октябре 2022 года возвращено под контроль Украины.
К концу 2022 года село было сильно разрушено. В нём оставались 153 человека из более 700.
По состоянию на конец 2023 года в селе осталось 57 человек.

## Местный совет
92917, Луганская обл., Кременский р-н, с. Невское, ул. Яроцкого